# Strafbescheid
Der Strafbescheid war nach der Reichsabgabenordnung (RAO) eine Möglichkeit  der Zoll- und Steuerbehörden geringfügigere  Steuer- und Zollvergehen, sofern eine Unterwerfungsverhandlung mit dem Beschuldigten nicht zustande kam, mit Geldstrafe und den zwingend vorgeschriebenen Nebenstrafen wie Einziehung und Wertersatz zu ahnden. Zuständig waren die Finanz- und Hauptzollämter.
Dem Beschuldigten stand gegen den Strafbescheid das Rechtsmittel des Antrages auf richterliche Entscheidung zu. Machte er davon keinen Gebrauch, wurde der Strafbescheid nach Fristablauf rechtskräftig und war einem richterlichen Urteil gleich. Die Strafe war ins Strafregister einzutragen und galt als Vorstrafe. 
Wurde ein Antrag auf richterliche Entscheidung gestellt, so erhielt der Strafbescheid die Eigenschaft einer Anklageschrift, die vom Finanzamt oder vom Hauptzollamt vor Gericht zu vertreten war, womit das bis dahin vom Steuergeheimnis geschützte Verfahren öffentlich wurde. 
Die Staatsanwaltschaft war berechtigt, das Verfahren an sich zu ziehen. In diesem Falle erhielt die Verwaltung die Funktion eines Nebenklägers mit eigenem Antragsrecht wie übrigens in allen Steuerstrafverfahren. 
Da das Grundgesetz (GG) Bestrafungen nur durch den Richter zulässt (Art. 92 Halbs. 1 GG), wurde ab etwa 1960 auch seitens der Zoll- und Steuerbehörden von dieser Maßnahme regelmäßig abgesehen. Die Strafbefugnisse der Finanzämter (§§ 410, 412 I RAO 1919; §§ 445, 447 I RAO 1931), wurden durch das Bundesverfassungsgericht mit Urteil vom 6. Juni 1967 (Aktenzeichen 2 BvR 375, 53/60, 18/65, veröffentlicht in BVerfGE 22, 49 = NJW 1967, 1219 ff.) für verfassungswidrig erklärt. Heute können die Finanzämter bei Vorliegen eines hinreichenden Tatverdachts gemäß § 400 AO den Erlass eines Strafbefehl durch das Gericht beantragen oder die Akten der Staatsanwaltschaft vorlegen.
In Österreich können Verwaltungsbehörden wegen begangener Verwaltungsübertretungen nach dem Verwaltungsstrafgesetz 1991 mittels Bescheid Verwaltungsstrafen aussprechen (Straferkenntnis). Solche Bescheide werden auch als Strafbescheide bezeichnet.